# Scopula tetrasticta
Scopula tetrasticta là một loài bướm đêm trong họ Geometridae.